# Reston (Virginia)
Reston ist eine gemeindefreie Planstadt im Westen des Fairfax County in Virginia. Das U.S. Census Bureau hat bei der Volkszählung 2020 eine Einwohnerzahl von 63.226 ermittelt. Obschon vergleichsweise klein, ist Reston der Sitz der American Society of Civil Engineers, der National Wildlife Federation, der US Geological Survey und des Bundeswehrkommandos für die USA und Kanada, sowie der  Bundeswehrverwaltungsstelle für die USA und Kanada. Reston stellt eine principal city der Metropolregion Washington dar.
Reston versucht, einen strikten Bebauungsplan einzuhalten, in dem detailliert sogar Farbe und Farbhersteller für Hausverkleidungen vorgeschrieben werden. Ein „Design Review Board“ agiert als Zulassungsbehörde für Veränderungen. Aufgrund des aufwändigen bürokratischen Prozesses, der für Genehmigungen durch das Gremium notwendig ist, ignorieren jedoch viele Anwohner die offizielle Regelung.

## Geschichte

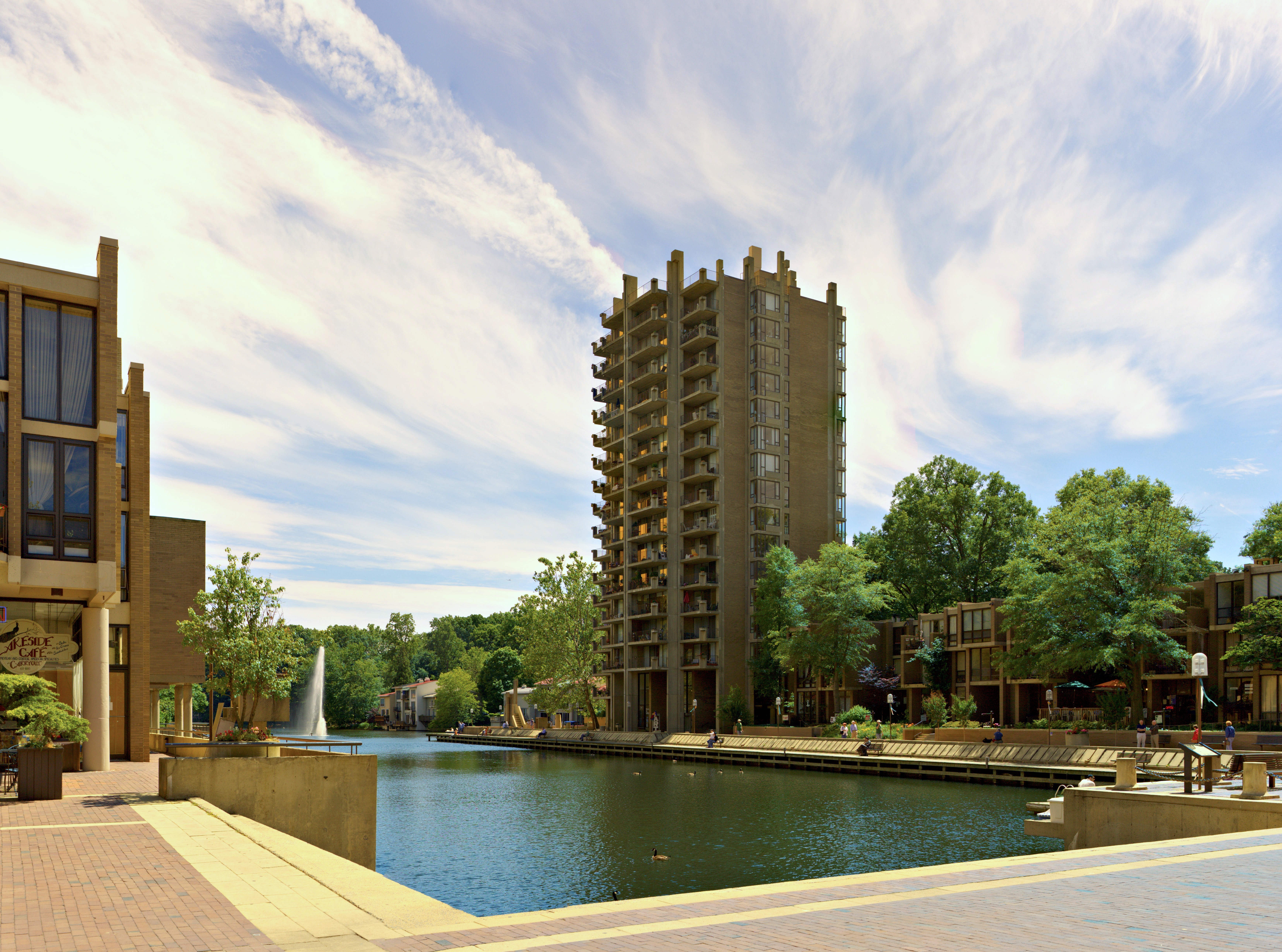
Lake Anne Plaza in Reston

### Gründung
Reston wurde als Planstadt von dem Immobilienunternehmer Robert E. Simon (1914–2015) entworfen und an dessen 50. Geburtstag, dem 17. April 1964, offiziell gegründet. Der Name der Stadt spielt auf Simons Initialen „RES“ an.
Reston ist die erste nach dem Zweiten Weltkrieg in den USA errichtete Planstadt, was dort eine Wiederbelebung des Planstadt-Konzepts (New Urbanism) nach sich zog. Simons Planung sah den Einsatz von Gebäudekomplexen mit hoher Wohndichte zur Erhaltung großer, offener Flächen vor. Diese Flächen sollten dann verschiedenen Zwecken, wie der Nutzung durch Wirtschaft, Industrie, aber auch Bildung und Freizeitaktivitäten, zugeführt werden. Der erste gebaute Abschnitt um die Lake Anne Plaza wurde einer an einem See gebauten, europäischen Siedlung nachempfunden. Durch diese umsichtige Planung erhielt Reston große bewaldete Flächen und verschiedene Bäche, jedoch keine Auen, da Reston inmitten von Eichen-, Ahorn-, Sykomoren- und Virginiakieferwäldern errichtet wurde.

### Entdeckung eines Ebola-Stamms
1989 zeigten aus den Philippinen importierte und in die Primatenquarantänestation von Hazleton Research Products (HRP) einquartierte Javaneraffen Anzeichen eines hämorrhagischen Fiebers. Als Ursache wurde zunächst das Simian-Virus 40 vermutet, das zwar verheerend für Affen, jedoch ungefährlich für den Menschen ist. Nach Versenden einer Probe an das USAMRIID stellte sich der Erreger jedoch als das ungleich gefährlichere Ebola heraus. Der hier gefundene, zuvor nicht bekannte Stamm unterscheidet sich jedoch von den anderen Filoviridae, da er auf Menschen nicht pathogen wirkt. Dieser Stamm wurde als Reston-Virus benannt.
Basierend auf diesem Vorfall verfasste Richard Preston später das Buch Hot Zone, das 2019 von der US-Ausgabe des National Geographic Channel als Miniserie The Hot Zone verfilmt wurde.

### Washington West Film Festivalund „Umbenennung“
Seit 2011 findet in Reston jeweils im Herbst das Filmfestival Washington West statt, dessen Einnahmen für wohltätige Zwecke gespendet werden. Aus Anlass der fünften Ausgabe des Festivals und des 30. Jubiläums des Films Zurück in die Zukunft verabschiedete die Verwaltung von Fairfax County im Juli 2015 eine Resolution, wonach Reston ab dem 21. Oktober 2015 (dem ersten Tag des Festivals) für fünf Tage symbolisch den Namen Hill Valley tragen sollte. Hill Valley war die fiktive Heimatstadt der Hauptfigur des Films Marty McFly; der 21. Oktober 2015 war das Datum, zu dem McFly im zweiten Teil der Filmreihe eine Zeitreise unternimmt.

### Einwohnerentwicklung
| Jahr | Einwohner¹ |
| ---- | ---------- |
| 1980 | 36.407     |
| 1990 | 48.556     |
| 2000 | 56.407     |
| 2010 | 58.404     |
| 2020 | 63.226     |

¹ 1980–2020: Volkszählungsergebnisse

## Infrastruktur
Reston liegt 15 Minuten vom Washington Dulles International Airport entfernt und verfügt über vier Abfahrten auf die Dulles Toll Road, welche die Stadt entlang einer Westnordwest-zu-Ostsüdost-Achse teilt:
- der Fairfax County Parkway, welcher Nord-Süd die Westseite Restons schneidet,
- der Reston Parkway durch das Stadtzentrum,
- die Wiehle Avenue welche bogenförmig durch das nordöstliche Wohngebiet verläuft,
- und die Hunter Mill Road an der östlichen Stadtgrenze mit Vienna.

Bürogebäude befinden sich überwiegend entlang der Straßen Sunrise-Valley-Drive im Süden und der Sunset Hills Road im Norden der Stadt.
Sobald das Metrorail-System der angrenzenden Washington Metropolitan Area von West Falls Church auf den Dulles Airport ausgeweitet wird, verfügt Reston über zwei Halte: der erste Wiehle - Reston East wurde am 26. Juli 2014 eröffnet. Der zweite namens Reston Town Center nahe dem Kreuz Reston Parkway/Toll Road soll in Phase 2 des Ausbaus in den Jahren 2019 bis 2020 folgen. Bis dahin verfügt das County über verschiedene Schnellbusdienste, welche werktags zwischen den kostenfreien Parkflächen und dem Metrorail-Halt West Falls Church verkehren. Reston selbst verfügt zudem über ein internes Bussystem (RIBS).

## Geographie
Reston befindet sich bei 38°57'16" nördlichen und 77°20'47" westlichen Breitengrades. 
Nach Angaben des US Census Bureau umfasst Reston eine Gesamtfläche von
45 km², wovon 44,4 km² auf Land und 0,5 km² auf Wasser entfallen, was einem Anteil von 1,21 % entspricht. Reston besitzt vier künstliche Seen: Lake Anne, Lake Audubon, Lake Newport und Lake Thoreau. Ein weiterer künstlicher See, Lake Fairfax, liegt zwar in Teilen auf Restons Gebiet, wird jedoch den Parkgebieten des County zugerechnet.

## Bildungswesen
Auf dem Stadtgebiet liegen die South Lakes High School und die Langston Hughes Middle School. Daneben hat Reston eine Reihe von Grundschulen:
- Dogwood Elementary School
- Hunters Woods Elementary School for the Arts and Sciences
- Sunrise Valley Elementary School
- Terraset Elementary School
- Forest Edge Elementary School
- Buzz Aldrin Elementary School
- Lake Anne Elementary School
- Neil Armstrong Elementary School
- Reston Montessori School

In Reston gibt es keine eigenständige Hochschule, jedoch einen externen Campus der University of Phoenix.

## Demographie
Zur Volkszählung 2000 gab es 56.407 Einwohner in 23.320 Haushalten. Die Bevölkerungsdichte beträgt 1.270 Einwohner je km². Es gibt 24.210 Wohnkomplexe mit einer durchschnittlichen
Dichte von 545 je km².

Das durchschnittliche Jahreseinkommen eines Haushalts liegt bei 80.018 USD, das einer Familie bei 94.061 USD. Männer haben ein durchschnittliches Einkommen von 70.192 USD, Frauen 45.885 USD. Das Pro-Kopf-Einkommen der Stadt liegt bei 42.747 USD. 4,5 % der Bevölkerung und 3,2 % der Familien leben unterhalb der Armutsgrenze. Von der Gesamtbevölkerung sind das 6,1 % unter 18 Jahren und 7,0 % derer über 65 Jahre. Ein Teil der Wohnflächen ist für Sozialbauten reserviert.

## Söhne und Töchter der Stadt
- Benny Blanco (* 1988), Produzent und Liedschreiber
- Suya Haering (* 2005), neuseeländische Fußballspielerin
- Inge Berner (1922–2012), deutsch-jüdische Widerstandskämpferin und Überlebende des Ghetto Riga, langjährige Einwohnerin von Reston.